# متحف أشموليان
يقع متحف أشموليان التاريخي في مدينة اكسفورد البريطانية، ويعد من أقدم المتاحف في بريطانيا، وفي العالم بشكل عام، فتح هذا المتحف أبوابه في عام 1683م. حتى أن استخدام كلمة متحف في اللغة الإنجليزية في تلك الفترة كانت غير معروفة أو مبتدعة، إلى أن عرفها علم الكلمات على أنها (دراسة) أو مكتبة، أو مكان عام للمتعلمين. وصف هذا المتحف بأنظف وأروع مبنى في مدينة أكسفورد. يقع في مدينة أكسفورد على شارع بيومنت مواجهاً لفندق راندولف. إضافة إلى أن هذا المتحف يقدم خدمات تعليمة (تربية متحفية) لكافة الأعمار وبخاصة الأطفال من أعمال الأطفال الفنية .بالأضافة لتقديم خدمات للباحثين والمهتمين بالمتاحف أيضا يقدم خدمات خاصة لذوي الاحتياجات الخاصة.

## مجموعات متحف أشموليان
ينقسم المتحف إلى خمسة أقسام رئيسية:
- قسم العصور القديمة: يحتوي على مقتنيات من العصر الحجري الأول من: مصر، الشرق الأوسط، إلى أوروبا وبريطانيا.
- قسم التماثيل:تشتمل على تماثيل تم استعارتها من متاحف حول العالم وبخاصة (الرومانية، واليونانية).
- الفن الشرقي: يشتمل على مجموعات كبيرة من الشرق من العالم الإسلامي، الشرق الأوسط، الهند، جنوب شرق آسيا، الصين، اليابان وكوريا.
- قاعة العملة المعدنية: تغطي هذه القاعة مجموعة من العملات المعدنية والأوسمة من عدة مناطق من العالم وبشكل خاص الإسلامية، من القرون الوسطى البيزنطية، الرومانية، والهندية والصينية.
- قاعة الفن الغربي: تضم هذه القاعة مجموعة رسوم وصور ومطبوعات، ونحت، وسيراميك، وزجاج وآلات موسيقية ومجوهرات.